# MRLN
MRLN (англ. Myoregulin) – білок, який кодується однойменним геном, розташованим у людей на 10-й хромосомі. Довжина поліпептидного ланцюга білка становить 46 амінокислот, а молекулярна маса — 5 194.
| 10         |  | 20         |  | 30         |  | 40         |  | 50     |
| ---------- |  | ---------- |  | ---------- |  | ---------- |  | ------ |
| MTGKNWILIS |  | TTTPKSLEDE |  | IVGRLLKILF |  | VIFVDLISII |  | YVVITS |

D: Аспарагінова кислота

E: Глутамінова кислота

F: Фенілаланін

G: Гліцин

I: Ізолейцин

K: Лізин

L: Лейцин

M: Метіонін

N: Аспарагін

P: Пролін

R: Аргінін

S: Серин

T: Треонін

V: Валін

W: Триптофан

Локалізований у мембрані, саркоплазматичному ретикулумі.